# Janjac
Janjac (en cyrillique : Јањац) est un village de Bosnie-Herzégovine. Il est situé sur le territoire de la ville de Zenica, dans le canton de Zenica-Doboj et dans la fédération de Bosnie-et-Herzégovine. Selon les premiers résultats du recensement bosnien de 2013, il compte 111 habitants.

## Démographie

### Évolution historique de la population dans la localité
| 1948 | 1953 | 1961 | 1971 | 1981 | 1991 | 2013 |
| ---- | ---- | ---- | ---- | ---- | ---- | ---- |
| -    | -    | 405  | 559  | 556  | 550  | 111  |

|  |

### Communauté locale
En 1991, la communauté locale de Janjac comptait 730 habitants, répartis de la manière suivante :